# Détroit McFarlane
Pour les articles homonymes, voir McFarlane.
Le détroit McFarlane (en anglais : McFarlane Strait) est un détroit séparant l'île Livingston et l'île Greenwich dans les îles Shetland du Sud, en Antarctique.